# アランフエス王宮
アランフェス王宮（スペイン語 : Palacio Real de Aranjuez）、は、スペイン王国の王宮。スペイン王国の首都マドリードから南に約60kmの海抜約489mの高原にある。

## 概要

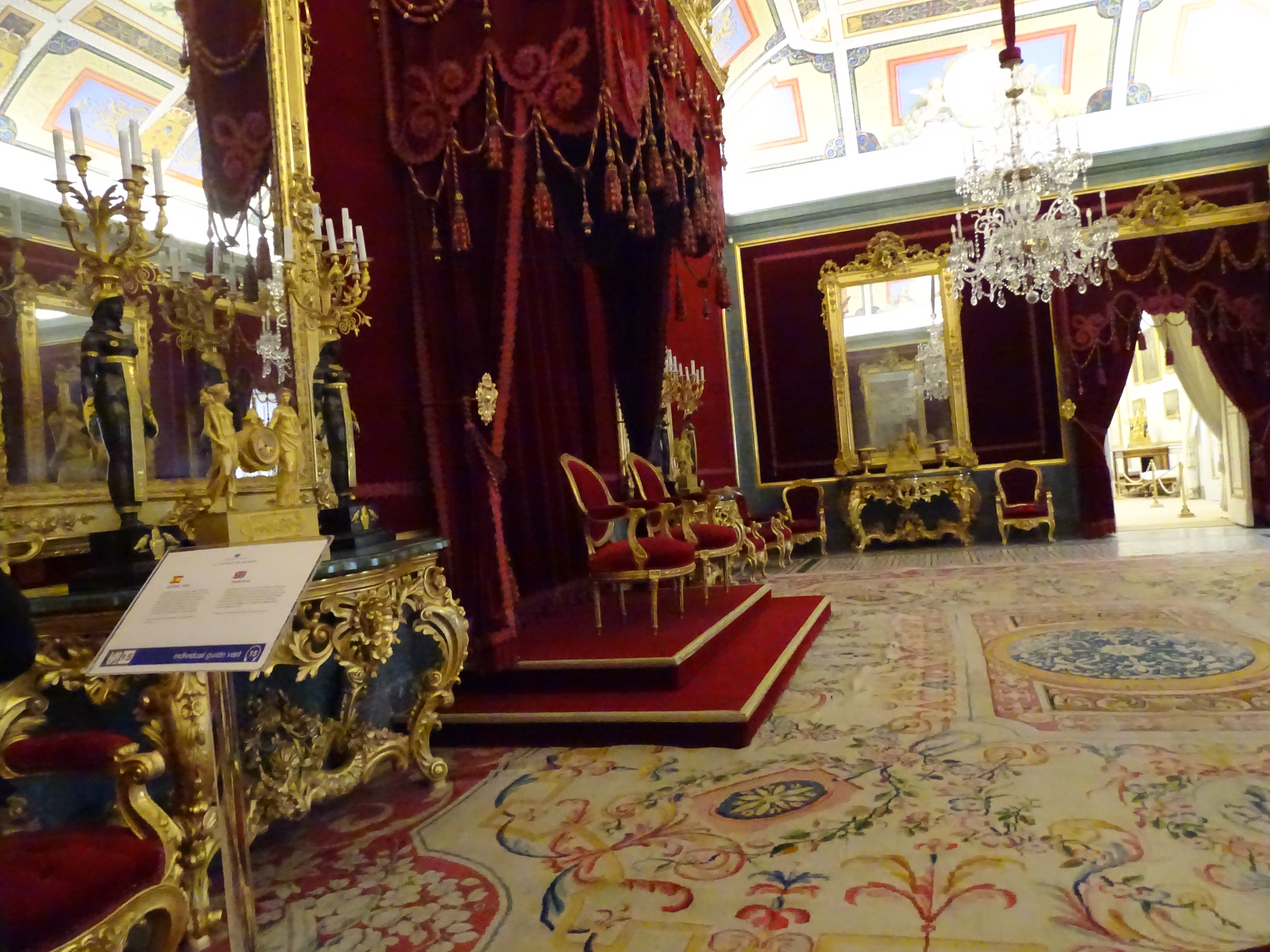
玉座の間

「カスティーリャのオアシス」とも呼ばれる宮殿建築と庭園を持つ。
スペインのハプスブルク家の時代から王宮として使用されていたという長い歴史を持つ宮殿であるアランフェスの王宮は、レコンキスタを完遂したカステーリャ女王イサベル1世と夫のフェルナンド2世もこの宮殿を好んで訪れていたとされている。
現在の宮殿建築は、建築に携わった建築家は、サン・ロレンゾ・デ・エスコリアル修道院を計画・指揮した、ファン・デ・トレドである。アランフェス王宮のバロック様式の建物をルネッサンス様式の建物として飾り付けた様式の建物は、サン・ロレンゾの建物と類似していると指摘される。
庭園だけでなく、宮殿には多くの部屋がある。特にカルロス3世の「陶器の間」は著名である。その他に、鏡の間、玉座の間も重要な部屋部屋であった。　
また、この宮殿には王族衣装博物館が併設されており、そこには華麗な王族達の衣装が展示されている。
その他にラブラドール宮が庭園に付属して計画され、18世紀のネオ・クラシック建築（新古典主義建築）の建築となっている。